# John Malchase David Shalikashvili
John Malchase David Shalikashvili, ameriški general gruzinskega rodu, * 27. junij 1936, Varšava, Poljska, † 23. julij 2011, Fort Lewis, Washington, Združene države Amerike.
Shalikashvili je tekom svoje kariere poveljeval enotam na vseh ravneh od voda do divizije. Kot prvi na tujem rojeni vojak kopenske vojske ZDA je dosegel čin generala. Leta 1993 ga je predsednik Clinton imenoval za načelnika Združenega štaba Oboroženih sil ZDA.